# Fenna Vergeer-Mudde
Fenna Vergeer-Mudde (Appingedam, 15 november 1946) was van 23 mei 2002 tot 29 november 2006 lid van de Tweede Kamerfractie van de SP. Ze was tot 2002 verder voorzitter van de SP-Statenfractie in Zuid-Holland. Fenna Vergeer-Mudde woont in Leiden. In de Tweede Kamer hield zij zich onder meer bezig met onderwijs, cultuur en wetenschappen en met integratie. Zij was lid van de enquêtecommissie Srebrenica en was lid van de tijdelijke commissie onderzoek integratiebeleid.
Ze hield haar maidenspeech op 2 juli 2002 over het inzetten van het Nimby-instrument om de gemeente Onderbanken te dwingen mee te werken aan het kappen van bomen ten behoeve van de NAVO-basis bij Geilenkirchen.

Zij was in 1972 medeoprichter van de Socialistiese Partij (tegenwoordig Socialistische Partij geheten). In het verleden was zij onder meer vanaf 1973 docent middelbaar onderwijs, tot 2002 docent Nederlands als tweede taal voor hoger opgeleide migranten te 's-Gravenhage en van 18 april 1995 tot mei 2002 lid Provinciale Staten van Zuid-Holland. Ze was in van 1972 tot 2002 ook lid van het bestuur van de SP afdeling Leiden.
Na de verkiezingen van 2006 keerde ze op eigen verzoek niet terug in de Tweede Kamer.
- Parlement.com: vg9fgopvrsxi